# Kosmos 1443
Unter der Bezeichnung Kosmos 1443 wurde am 2. März 1983 ein sowjetisches Raumschiff der TKS-Serie gestartet. Ursprünglich waren die mit rund 20 Tonnen recht großen TKS-Schiffe als Raumfähre zum Personentransport im militärischen Almas-Programm geplant (zum Vergleich: die sowjetischen Sojus-Raumschiffe zum Transport von zwei bis drei Personen wiegen weniger als acht Tonnen). Bemannte Flüge wurden mit TKS allerdings nie realisiert. So wurde die Fähre TKS-3 umgebaut und unbemannt als Kosmos 1443 gestartet, um die Raumstation Saljut 7 mit Versorgungsgütern und rund vier Tonnen Treibstoff zu versorgen. Am 10. März koppelte Kosmos 1443 automatisch am vorderen, dünneren Ende der Raumstation Saljut 7 an. 

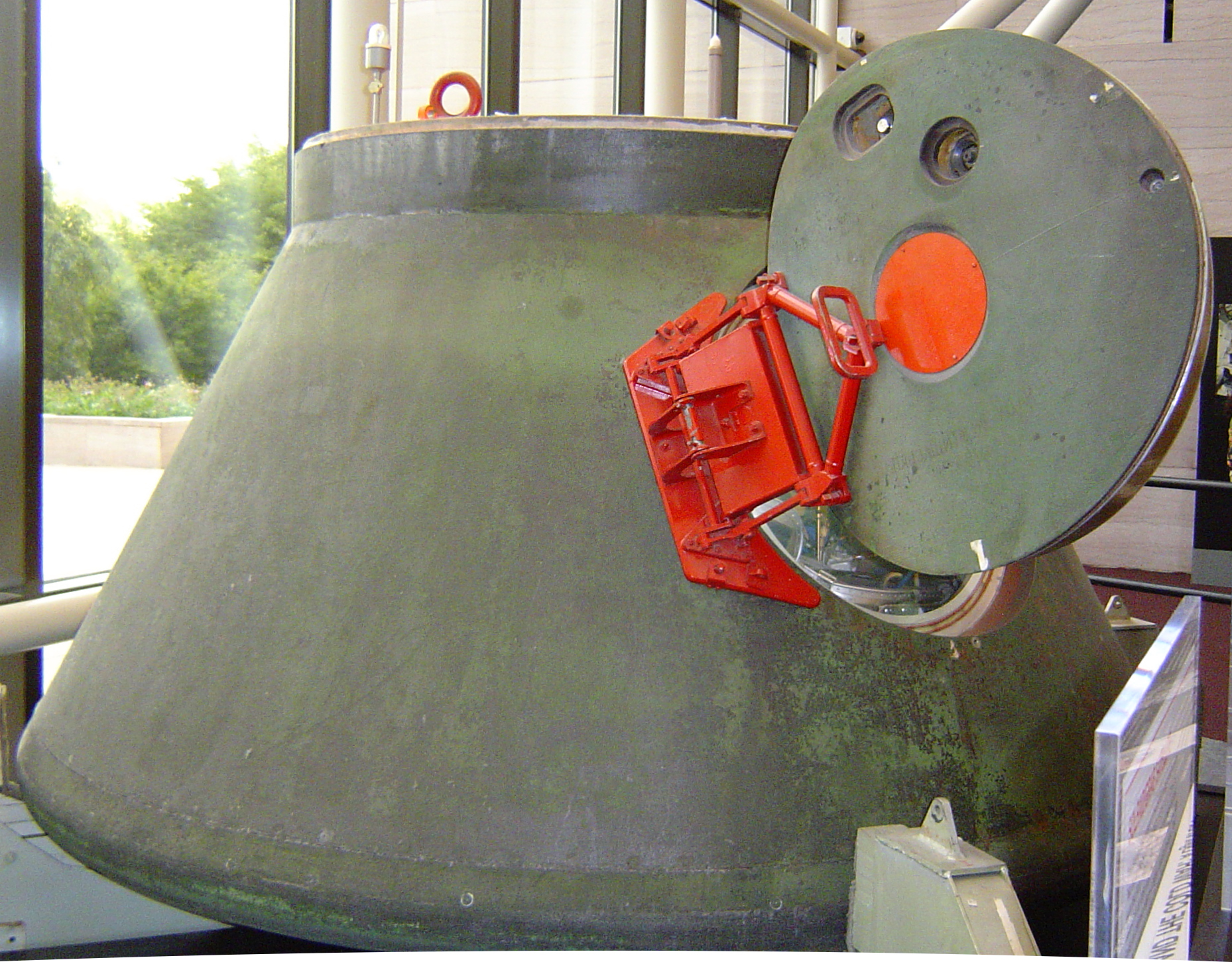
Rückkehrkapsel von Kosmos 1443

Einen wesentlichen Teil der Nutzlast bildeten neue Solarzellen, die im Rahmen von EVAs außen an Saljut 7 angebracht werden sollten. Die Inbetriebnahme von Kosmos 1443 sollte durch die Besatzung von Sojus T-8 erfolgen, die am 20. April 1983 zur Raumstation startete. Allerdings traten Probleme mit dem automatischen Kopplungssystem von Sojus T-8 auf, so dass die geplante Kopplung mit dem Orbitalkomplex Saljut 7/Kosmos 1443 misslang und die Besatzung nicht an Bord gehen konnte. Kosmos 1443 wurde daher lediglich von der am 27. Juni 1983 gestarteten Sojus-T-9-Mannschaft benutzt, die die angelieferte Nutzlast entlud und die Solarzellen zur Verstärkung der Energieversorgung außen an Saljut 7 montierte. Während des gedockten Zustandes ergänzte Kosmos 1443 die Versorgung des Komplexes mit Strom über die eigenen Solarzellen und führte über eigene Triebwerke Manöver zur Höhen- und Lagekontrolle durch. Weiterhin spielte die Gewinnung von Erkenntnissen zum Bau und Betrieb einer modularen Raumstation eine wesentliche Rolle. Auf Grundlage der TKS-Fähre wurden Module zum permanenten Verbleib an den Raumstationen Mir (zum Beispiel Kwant-2) und ISS (zum Beispiel Sarja) entwickelt.
Nach dem Entladen und insgesamt 163 Tagen im gekoppelten Flug wurde das Zubringerschiff Kosmos 1443 am 14. August 1983 wieder abgedockt und verblieb nicht als permanentes Modul an der Raumstation. Im All trennte Kosmos 1443 die ursprünglich für die Besatzung vorgesehene Landekapsel ab, welche in Kasachstan landete und rund 350 kg nicht mehr benötigtes Material zurück zur Erde brachte. Der verbleibende Teil von Kosmos 1443 verglühte beim Wiedereintritt in die Erdatmosphäre am 19. September 1983.